# Rouffiac (Charente Marittima)
Rouffiac è un comune francese di 472 abitanti situato nel dipartimento della Charente Marittima nella regione della Nuova Aquitania.

## Società

### Evoluzione demografica
Abitanti censiti